# Спиначето (Ријети)
Спиначето је насеље у Италији у округу Ријети, региону Лацио.
Према процени из 2011. у насељу је живело 181 становника. Насеље се налази на надморској висини од 397 м.